# مملكة معين
معين: هي قبيلة ومملكة عربية جنوبية، بلغت أوجها خلال النصف الثاني من الألفية الأولى قبل الميلاد. بدأت معين كقبيلة صغيرة في قرناو أسفل وادي مذاب (حالياً: وادي الجوف) منذ وقت مبكر من القرن الثامن قبل الميلاد. واعتباراً من بداية القرن السادس قبل الميلاد شكلت معين دولة مدينة مستقلة على الرغم من صغر أراضيها. وفي القرن الخامس ق م، اتحدت قبيلة معين مع قبيلة ذي يثل لتشكل بذلك مملكة معين الشهيرة. وقد بلغتنا أخبار مملكة معين من الكتابات المدونة بالمسند، والكتب الكلاسيكية اليونانية والرومانية.
ظهر اسم معين لأول مرة في نقوش جنوب الجزيرة العربية في نقش سبئي حوالي 740 ق م - 730 ق م.ومن نفس الفترة تقريباً يعود ذكر غير مباشر لمعين، عندما تم تمثيل معبودها الوصي نكرح، إلى جانب آلهة قبائل وادي مذاب وقبيلة سبأ في معبد أرنيدع في نشان.تلك التواريخ تؤكدها تراكمات طبقات مدينة قرناو التي يصل ارتفاعها إلى 8 أمتار وتعود إلى القرن الثامن قبل الميلاد. كانت معين آنذاك قبيلة صغيرة، ويحدها في الجنوب الشرقي أراضي إنبا، ومن الشمال هرم، وغرباً نشان، وإلى الجنوب منها سبأ. ومن المؤكد أن مدينة قرناو ازدهرت في وقت مبكر من القرن الثامن قبل الميلاد. وكانت المدينة آنذاك مجرد مركز قبلي وسياسي صغير غير محصن.
لم تذكر معين ضمن أعداء سبأ في نقوش المكاربة المؤسسين يثع أمر وتر وكربئيل وتر، وغياب أي ذكر لمعين في الحملات العسكرية التي قادها المكاربة السبئيون الأوائل، يشير إلى أن معين آنذاك كانت حليفًا لسبأ.تم تأكيد التحالف من خلال نقش معيني من قرناو في بداية القرن السابع قبل الميلاد، يشير إلى المؤاخاة القبلية بين زعماء معين وسبأ وحكامها يثع أمر بين الأول وذمار علي، ومع ذي نشان وحاكمها "يقه ملك". ويظهر من النص تبعية قرناو إلى نشان، قبل أن ينشأ كيان معين السياسي، وحلف الطرفان مع سبأ القوة الأكبر سياسياً واقتصادياً في ذلك الوقت. يبدو أن قبيلة معين في هذا الوقت، لم تشكل أي خطر تجاه سبأ في السيطرة على طريق القوافل الذي كان يمر من وادي الجوف.وعلى النقيض من ذلك، فقد تعرضت مملكة نشان لحملات عسكرية سبئية في عهد كربئيل وتر أواسط القرن السابع قبل الميلاد، بسبب محاولتها توحيد مدن الجوف، والوقوف ضد الزحف السبئي للسيطرة على بقية قبائل جنوب العربية الجنوبية.
من القرن السابع إلى الخامس قبل الميلاد تقريباً، كانت معين تحت النفوذ السبئي. ومع أفول القرن الخامس قبل الميلاد تفقد مملكة سبأ سيطرتها على بقية الممالك المجاورة. وتنطوي صفحة من صفحات تاريخ قبائل وممالك جنوب الجزيرة العربية والهيمنة السبئية - التي دامت قرابة ثلاثة قرون - وتفتح صفحة جديدة متميزة بالنشاط التجاري المكثف بين ممالك جنوبي جزيرة العرب - خصوصاً مملكة معين - وبين مدن سواحل حوض البحر الأبيض المتوسط الشرقية. خلال العصر الأخميني والهلنستي، استطاعت هذه القبيلة الصغيرة من الهيمنة على تجارة اللبان العربي إلى غزة، وصيدا، وصور، ومصر، واليونان، وبلاد الرافدين.تزوج رجال النخبة التجارية من زوجات من قبائل ومدن المناطق الواقعة على طول طريق تجارة القوافل عبر الجزيرة العربية: ذاكر، هجر، لحيان، دادان، يثرب، قيدار، غزة، صيدا، الحضر، مصر، إيونية، والروم.
هيمنة معين على الطريق التجارية بين الجنوب والشمال، وأقام منها جاليات تجارية في الأسواق المهمة: تمنع، وشبوة، والفاو، ودادان، ومصر، وديلوس؛ وهو ما تؤكده النقوش المعينية.وكانت الجاليات التجارية في الخارج، تدار من قبل نائب الملك المسمى "كبير معين"، كما هو الحال في قتبان ودادان (حالياً: العلا). وكان أمن القوافل يعتمد على التحالفات والاتفاقات المبرمة مع القبائل شبه البدوية التي تسيطر على الأراضي الممتدة من يَثْرِب إلى دَادَان وتَيْمَاء وبلاد الأنباط ومن قرية الفَاو إلى جَرْهَا.نظام الحكم عند المعينيين ملكياً، وكثيراً ما كان الملك يشرك معه آخر في الحكم، وغالباً ما يكون بينهم صلة قربى. وقد يطول الزمن ببعض الملوك، فنراهم يشركون معهم في الحكم ثلاثة وأحياناً أكثر، يهلكون أو يستبدلون والملك باقٍ. ويساعد الملك في الحكم مجلس استشاري يدعى "المساودة" له سلطات واسعة. ويبدو أن الملك، الذي كانت تساعده مجالس مختلفة، لم يكن يتمتع إلا بسلطات محدودة. فلم يكن يسك النقود قط، ولم يكن مسؤولاً عن بناء الأسوار المحصنة للمدن الرئيسية، وظل هذا من اختصاص الأسر الكبرى.
كانت مملكة معين تشبه إلى حد كبير "دولة التجار"، التي كانت تسيطر على شبكات تحالفات مختلفة، كما كانت مكة عشية الإسلام. وعلى النقيض من مملكة سبأ وقتبان وحضرموت، لم تكن مملكة معين تمتلك سوى القليل من القوة السياسية أو العسكرية، ولم تحتفي النقوش المعينية قط بالمآثر العسكرية، ولا يبدو أن المملكة اكتسبت جيش على الإِطلاق.وبخلاف ممالك سبأ وقتبان وحضرموت لم يتخذ حكام معين قط لقب مكرب (موحد)، وهو ما يعني أنهم لم يدْعُو أبدًا الهيمنة على جنوب الجزيرة العربية.كان للمعينيين آلهات يقيمون لها المعابد، ومعبودهم القومي هو "نكرح". إلى جانب عبادتهم عثتر وَود، هاتين الإلهتين التي يتشارك عبادتها معظم القبائل في جنوب الجزيرة العربية بالتساوي، وبذلك كان للمعينيين ثالوث (نكرح، عثتر ذو قبض، وود). وفي وقت التحالف مع سبأ، كان المعينيين يستدعون الإلهات السبئية (ذات حميم، إيل مقه، وعثتر ذو ذبيان) إلى جانب آلهتهم. أما في عهد التحالف مع حضرموت وقتبان فلم يستدعوا آلهات تلك المملكتين، مما يعني أنه تحالفاً تجارياً وسياسياً، على النقيض من التحالف مع سبأ الذي كان هيمنة ونفوذ.

## التاريخ

### نشأت المدن المذابية: القرن الثامن - السابع ق.م

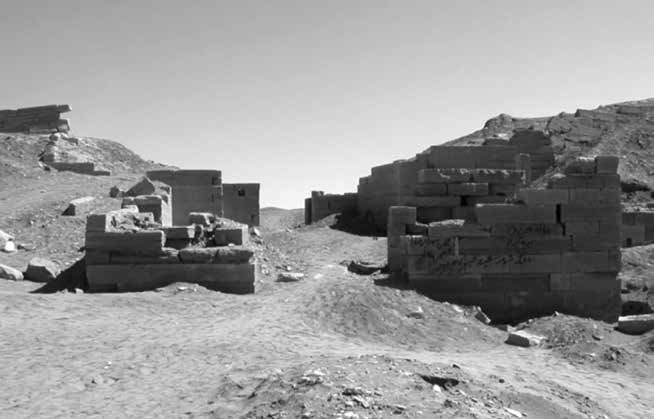
البوابة الغربية لمدينة قرناو (عاصمة معين).

كشفت النقوش الأثرية منذ القرن الثامن قبل الميلاد عن وجود قبائل صغيرة في وادي مذاب (حالياً: وادي الجوف) في جنوب الجزيرة العربية، ظهرت بالتزامن مع البدايات التاريخية الأولى لقبيلة سبأ. وعلى ضفاف وادي مذاب نشأت واحات مزروعة، في وسطها مدن صغيرة سكنتها النخبة القبلية، واشتهرت بالأسماء التالية (نشان، كمنا، هرم، قرناو - معين، وإنبا). ومن بين تلك المدن، كانت نشان الأكثر تطوراً وقوة ونفوذ، ونافستها في النفوذ كمنا. وقد أطلق العالم البارز كريستيان روبن على تلك المدن الصغيرة "الحضارة المذابية" و"اللغة المذابية" نسبة إلى وادي مذاب، تمييزاً عن الحضارة المعينية اللاحقة، والتي كان يظن المستشرقون الأوائل أنها مدن معينية، بينما أظهرت التنقيبات اللاحقة، أن هناك مدن أقدم من كيان معين السياسي، الذي لم يبرز إلا بعد تراجع قوة نشان.

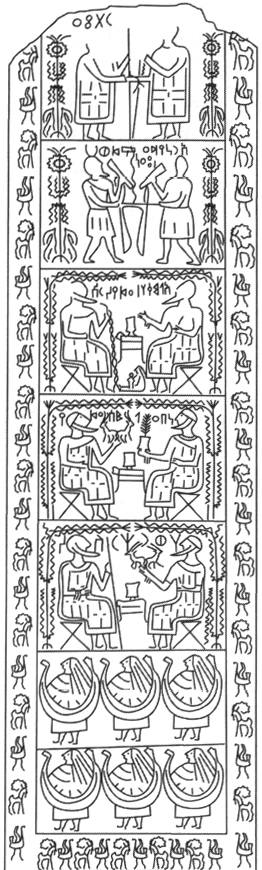
زخرفة عمود من معبد أرنيدع في نشان، يصور فيها المعبود القومي لمعين "نكرح" (اللوحة الخامسة)، إلى جانب كثيراً من آلهة قبائل وادي مذاب وقبيلة سبأ. وهو أول دليل على تماثيل الألهة في جنوب شبه الجزيرة العربية، وهي أيقونة متأثرة بشدة بحضارة بلاد ما بين النهرين والتقاليد السورية-الأناضولية.

من المؤكد أن مدينة قرناو ازدهرت في وقت مبكر من القرن الثامن قبل الميلاد، بالتزامن مع ظهور مدن وادي مذاب. في ذلك الوقت، كان "نكرح" هو اله قبيلة معين، والذي تم تمثيله في معبد أرنيدع في نشان ضمن مجموعة من آلهات مدن وقبائل مذاب إلى جانب آلهات سبأ. كانت معين آنذاك قبيلة صغيرة، ويحدها من الجنوب الشرقي أراضي إنبا على مسافة 9 أكيال، ويحدها من الشمال مدينة "هرم" على مسافة 6 أكيال، وفي الشمال الأقصى منها تقع "كمنا" على مسافة 13 كيلا، وفي الشمال الغربي منها على مسافة عشرين كيلاً تقع "نشان". وإلى الجنوب من قرناو على مسافة 13 كيلا تقع المدينة السبئية يثل (حالياً: براقش)، والتي اتحدت مع معين بحلول القرن الخامس قبل الميلاد. في هذا العهد كانت قرناو مجرد مركز قبلي سياسي صغير غير محصن حتى تم تسويرها بداية القرن السادس قبل الميلاد تقريباً.
مدينة قرناو مركز قبيلة معين على شكل مستطيل، ويبلغ طولها من الشمال إلى الجنوب 321 مترًا، وعرضها من الشرق إلى الغرب 310 مترًا، وأبعادها 1150 مترًا تقريباً. ويبدو من مساحة المدينة وأطلالها، لم يكن يتجاوز عدد سكانها 3 آلاف نسمة في أوجها. يحيط بهذه المدينة سور بأربعة أبواب في منتصف كل جانب من الموقع. البوابة الغربية أكبر حجمًا من غيرها ولها خطة أكثر تعقيدًا. تحدد دراسة الخطوط الكتابية التي تخلد ذكرى بنائه مرحلتين: الأولى بين بداية وأواخر القرن السادس قبل الميلاد، والثانية في عهد الشهير "أبو يدع يثع" ملك معين، في بداية القرن الرابع قبل الميلاد. كان لمعين أربعة معابد، اثنان خارج الأسوار واثنان داخل الأسوار، تم بناءها فيما بين القرن الثامن - الخامس قبل الميلاد.
في بدايات نشوء مدن الممالك في وادي مذاب خلال القرن الثامن - السابع ق م، كانت الكيانات السياسية كما هو الحال عند نشوء حضارات الشرق الأدنى القديم واليونان صغيرة الحجم ومكونة في الأغلب من مدينة أو قبيلة. والملاحظ في نقوش القرن الثامن قبل الميلاد أن زعماء مدن وادي مذاب (حالياً: الجوف) في نصوصهم لا يحملون لقب "ملك" أو أي لقب. كذلك نقوش المكرب السبئي المؤسس "يثع أمر وتر" - أواخر القرن الثامن قبل الميلاد - لا تشير إلى أن حكام هذه القبائل والمدن الصغيرة ومحدودة الحجم والمساحة كانوا ملوكاً. في حين إننا وجدنا "يثع أمر وتر" يطلق على رؤساء قبائل ومدن المنخفضات والمرتفعات جنوبي سبأ لقب "ملوك"، وهي أيضاً صغيرة الحجم ومحدودة المساحة، على سبيل المثال: ملك أوسان، ملك تمنع، ملك ردمان، ملك يحير، ملك ينهجو (ينهجا)، ملك ذي وسر، ملك يهنطل.
استطاع المكرب السبئي العظيم "يثع أمر وتر" خلال عهده في عقد مواثيق المؤاخاة القبلية مع جميع قبائل وادي مذاب، بيد أن هذا المكرب دخل في مواجهة كمنا لصالح نشان، واستولى على مدينة "منهية" التي كان يتنازعها كل من كمنا ونشان كما يظهر من نقشه البرونزي المقدم للإله أرنيدع في نشان. وفي عهد خلفائه "يثع أمر بين الأول" و"ذمار علي" في بداية القرن السابع قبل الميلاد، يُظهر أهل كمنا وزعيمهم "نبط علي" الولاء لمكاربة سبأ إلى جانب استدعاء آلهات سبأ مع "نبعل" إله كمنا، مما يعني أن كمنا قد تصالحت مع سبأ في هذا الوقت أو قبله بقليل. ومن نفس الفترة في عهد المكاربة يثع أمر بين الأول بن سمه علي وذمار علي، يصلنا نقشاً من مدينةقرناو يظهر فيه زعماء قبيلة معين المؤاخاة القبلية مع سبأ وذي نشان. وهكذا أقامت مملكة سبأ الناشئة المؤاخاة القبلية والتحالفات المتينة بينها وبين مدن القبائل في وادي مذاب. وبذلك سيطر السبئيون على طريق البخور الذي كان يمر بوادي مذاب الكبير ويربط جنوب جزيرة العرب بأواسطها وشماليها ومع الشرق الأدنى.
شاركت نشان - وربما بعض مدن مذاب الأخرى - في حملات كربئيل وتر والسبئيون ضد أوسان ونجران.وكانت نقطة التحول التاريخية للمدن المذابية، عندما أدعى زعيم نشان "سمه يفع يسران بن يدع أب" لقب "ملك" لأول مرة،وهو أول من حمل لقب "ملك" من بين زعماء وادي مذاب في أواسط القرن السابع قبل الميلاد تقريباً. أشار كربئيل وتر في نقش النصر السبئي صراحةً أنه هو وأسلافه المسؤولين عن زيادة قوة نشان وسيطرتها على أجزاء كبيرة من الجوف. وقد رد كربئيل وتر على محاولة نشان في توحيد مدن الجوف، بحملتين عسكرية استمرت خمسة سنوات، وقد شاركه فيها كمنا وهرم، وأستطاع في حملته الثانية بعد حصار نشان ونشق لمدة ثلاث سنوات - من تدمر سور مدينة نشان وقصرها، ولكن بناءً على أوامره لم يتم حرق المدينة، وتم إدخال مملكة نشان تحت نفوذ سبأ بالقوة، واستولى السبئيون بالكامل على مدينة نشق. بالتزامن مع تلك الحملتين، نجد هذا المكرب في نقش النصر السبئي - حوالي 650 ق م - يطلق لقب "ملوك" على حلفائه مدينتي هرم وكمنا في وادي الجوف (يذمرملك ملك هَرَم، ونبط علي ملك كمنا).ومنذ هذا الوقت فصاعداً، يبدو أن معظم حكام مدن وقبائل الجوف حملوا لقب "ملك".خلال هذا الوقت، معين ليس لها أي ذكر في حملات كربئيل وتر بن ذمار علي الواسعة، ويبدو أنها لم تسانده على الرغم من الحلف بين سبأ ومعين في عهد والده ذمار علي. ومن المؤكد أن معين لم تعارض سبأ، ولم تشكل أي خطر، حيث لم تكن قبيلة محاربة أو لديها في الأصل جيشاً، وبذلك لم يستعين بها السبئيون.

### بدايات مملكة معين: القرن السادس - الخامس ق.م

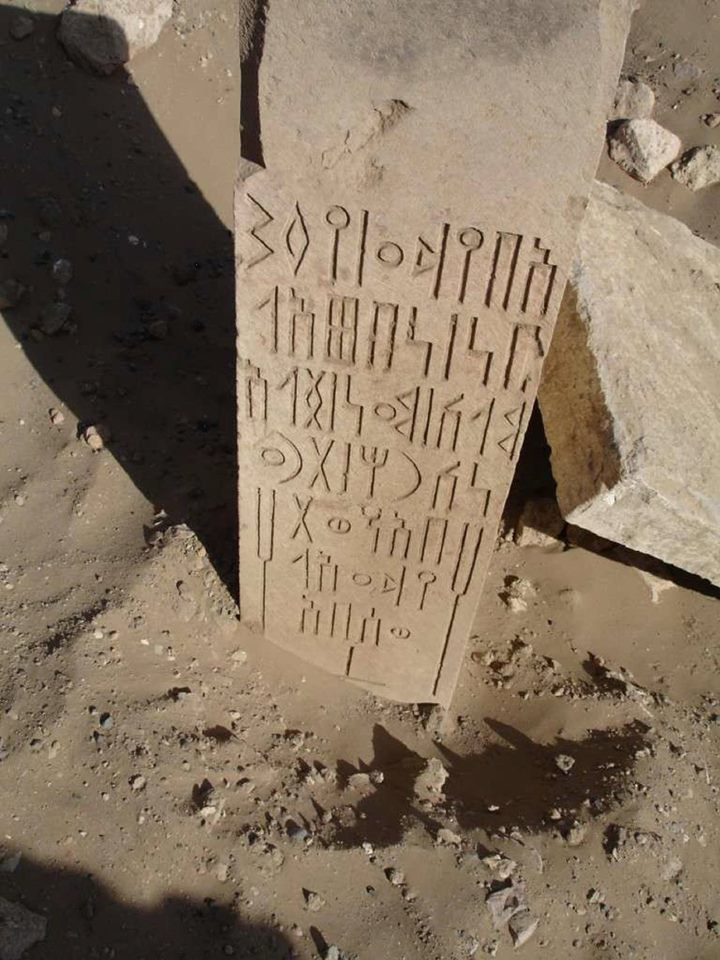
نقش "أبويدع يفش" ملك معين، الذي يشهد على المؤاخاة بين سبأ ومعين في عهد المكرب السبئي "يدع إيل". من المحتمل أن المقصود "يدع إيل ذريح بن سمه علي".

النقوش المعينية خلال القرن السابع قبل الميلاد حتى الآن، تشير إلى استمرار وجود زعماء في قرناو، بيد أنهم لم يحملوا لقب "ملك". ومع بداية القرن السادس قبل الميلاد تقريباً، يظهر لنا لأول مرة زعيماً يحمل لقب "ملك" وهو "أبويدع يفش بن نبط إيل"، الذي ترك لنا نقشاً يجدد فيه المؤاخاة القبلية بين معين وسبأ، ويبدو أن تبعية حكومة معين لسيادة سبأ لم تؤثر على الاستقلال الذاتي الذي كانت تتمتع به.بحلول هذا الوقت، تحولت معين من مشيخات/زعامات إلى ملكية، وازدهرت مع تراجع قوة جارتها نشان وكمنا.وطوال القرن السادس قبل الميلاد، ظلت معين تحت السيطرة السبئية، ويعزز قبضت سبأ على دولة معين الناشئة استدعاء الإلهات السبئية إيل مقه وذات حميم إلى جانب آلهة معين.وتظهر تلك التبعية جلياً من خلال إهداء قدمه الملك المعيني "وقه إيل بن اليفع" في المعبد السبئي "ود ذو مسمعم" في العاصمة مأرب.خلال القرن السادس قبل الميلاد، ربما لعبت معين دورًا في تجارة القوافل التي يهيمن عليها السبئيون، لكن لا توجد دلائل أركيولوجية حتى الآن. وضمن هذا التحالف بين معين وسبأ، نرى قبيلة يثل تغادر المجال السبئي لتتحالف مع معين خلال نهاية القرن السادس - بداية الخامس قبل الميلاد تقريباً.ويظهر أن التحالف بين معين وسبأ، ساهم في تقارب قبيلة يثل مع قبيلة معين ثم سيطرة معين التدريجي على تجارة القوافل في زيادة التوتر بين المملكتين.
خلال النصف الأول من القرن الخامس قبل الميلاد، ينفسخ التحالف بين معين وسبأ وينقلب إلى عداوة. هاجم المكرب "يثع أمر بين الثاني بن سمه علي ينوف " معين، لكن لم ترد تفاصيل حول الضربات التي استهدفت مدينة قرناو عاصمة معين. بل تم ذكر يثل (حالياً: براقش). هذه المدينة السبئية سابقاً،التي حصنها كربئيل وتر بسور قبل قرنين من الزمان.حاصر السبئيون يثل حصاراً عنيفا، ونظرًا لعدم قدرتهم على القتال، كان على المكرب أن يكتفي بتدمير بعض منشأت واحة يثل. من المؤكد أن "يثع أمر بين بن سمه علي ينوف " استطاع استعادة السلطة في معين ويثل، ولكن على عكس أسلافه، لم يعود السبئيون يتمتعون بدرجة القوة والنفوذ المطلوبة للحفاظ على الحكم غير المباشر على أجزاء كبيرة من جنوب شبه الجزيرة العربية. المبدأ التوجيهي المتمثل في إقامة التحالفات التي تربط الجانب المعارض بالسبئيون حصريًا كحلفاء وحيدين لم يعد فعالاً، ولن يكون كذلك في القرون التالية.

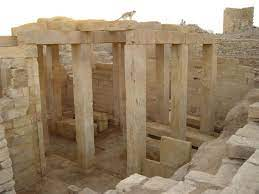
معبد نكرح في يثل. وقد دخل الألهة نكرح إلى يثل عندما اتحدت مع معين خلال القرن 5 ق.م. المعبد كان يطلق عليه اسم "بيت برأن" حتى بداية القرن 4 قبل الميلاد، ثم غير إلى "بيت نكرح".

دفعت الحملة السبئية الأخيرة ضد معين ويثل إلى تدعيم الاتحاد القبلي بين معين وذي يثل للوقوف أمام المطامع السبئية، ويظهر ذلك التحالف جلياً في عدد من النقوش المؤرخة من القرن الخامس قبل الميلاد فصاعداً، والذي جاء فيها عبارة "بآلهة معين ويثل" أو "بآلهة قرناو ويثل".ومن المثير للأهتمام أن هجوم "يثع أمر بين" على معين ويثل، يتوافق مع ما أكدته الأبحاث الحديثة المعتمدة على الكربون المشع ودراسة الطبقات الأثرية العشرة لمدينة يثل، والتي تشير بشكل قاطع أن الآثار المعينية في يثل بدأت في الظهور خلال القرن الرابع قبل الميلاد، مما يدعم أن تحالف (معين ويثل) بدأ في القرن الخامس قبل الميلاد على أبعد تقدير. واستمر هذا الاتحاد حتى اندثار مملكة معين من الساحة السياسية في نهاية القرن الأول قبل الميلاد.بعد هذه الأحداث فقط، تم تنفيذ الأعمال الأثرية الأولى لمدينة يثل مع تطوير السور ومعبد نكرح (سابقًا: البيت برأن)، الذي بدأ في نهاية القرن الخامس -بداية الرابع قبل الميلاد تقريباً.
تطورت العاصمة قرناو بالتوازي مع الأهمية المتزايدة لمملكة معين في القرنين السادس والخامس قبل الميلاد، بينما تراجعت الممالك المجاورة نشان وكمنا. في ذلك الوقت، كانت العاصمة محاطة بسور مصنوع بدقة. وإلى الجنوب من قرناو على بعد 750 متراً، خارج السور، شيد الملك المعيني "خلكرب صدق بن أبو يدع" - النصف الثاني من القرن الخامس قبل الميلاد - معبد "رصف" للإله "عثتر ذو قبض" وهو أحد الآلهات الرئيسية لدى معين وقبائل وادي مذاب. هذا المعبد الصغير يعتمد بشكل وثيق على نماذج مباني معابد نشان خاصة من خلال الزخرفة المشابهة لتلك التي لوحظت في المعابد ("معبد عثتر" و"معبد أرنيدع") المسماة شعبياً "بنات عاد" وتعود بشكل مؤكد إلى القرن الثامن قبل الميلاد.
كان الانخراط القوي لسكان المملكة في تجارة القوافل مصدرًا للدخل وأدى إلى ازدهار معين خلال القرن الخامس قبل الميلاد. من هذا العهد، يصلنا نقشان غاية في الأهمية من العاصمة قرناو، الأول وهو أقدم شهادة تؤكد وصول القوافل المعينية إلى دادان ومصر وصور، وهو مؤرخ بعهد "حفان يثع بن خلكرب" ملك معين خلال الربع الأخير من القرن الخامس قبل الميلاد تقريباً.النقش الآخر يشير أيضًا إلى التجارة مع مصر وغزة وبلاد الرافدين، وهو مؤرخ بعهد "اليفع ريام وابنه هوف عثت" ملكي معين اللذان حكما نهاية القرن الخامس - بداية الرابع قبل الميلاد تقريباً.ويظهر من هذه النقوش أن تجارة القوافل وصلت إلى ما هو أبعد من غزة إلى صور، صور المدينة الفينيقية القديمة ذات الخبرة الطويلة في مجال التجارة وركوب البحر. ويبدو أن تلك المدن هي من قادت العرب الجنوبيين إلى عالم البحر الأبيض المتوسط إلى كيتيون في قبرص ومنها إلى اليونان.

### عصر مملكة معين الذهبي: القرن الرابع - الثاني ق.م

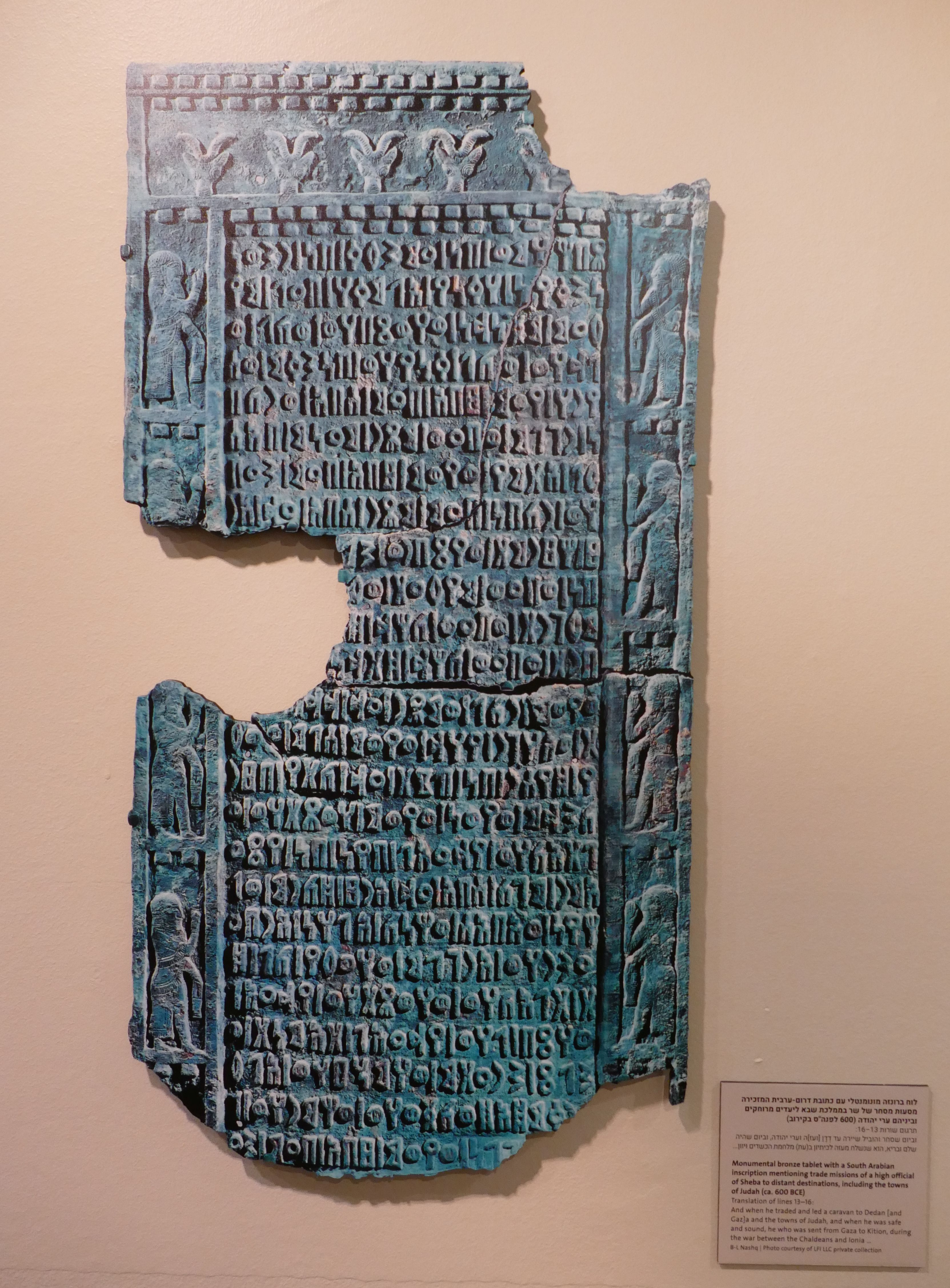
نقش سبئي يعود إلى الربع الأول من القرن 4 قبل الميلاد تقريباً، ويشير إلى حرب السبئيون على مدن حضرموت، وإغارتهم على قافلة معينية.

الفترة ما بين القرن الرابع والثاني قبل الميلاد، هي أغزر فترات معين نصوصاً وأكثرها توثيقاً، وخلالها بنيت المنشآت العمرانية الكبيرة في قرناو ويثل على أثر الحركة التجارية. ومن مفارقات هذا العصر الذهبي، أن مملكة معين لم تسك عملة قط ولا يبدو أنها اكتسبت جيش، مفضلة ضمان الحماية المتعاقبة لجيرانها من خلال التحالفات. ومن بداية هذا العهد، يصلنا أحد النقوش القليلة التي تذكر الوجهات البعيدة للأنشطة التجارية المعينية، وتحدده دراسة أسلوب الكتابة إلى عهد "اليفع يثع" أو خليفته الملك "أبو يدع يثع"، وهو يذكر التجارة مع مصر وبلاد النهرين.
خلال الثلث الثاني من القرن الرابع قبل الميلاد تقريباً، يشارك المعينيون وعلى رأسهم الأمير "معديكرب" ابن الملك السابق "اليفع يثع" في صيانة وتدعيم سور مدينة يثل المجاورة في ظل حكم الملك "أبو يدع يثع".ومن نفس الفترة تقريباُ، يظهر لنا نقش آخر مثبت على سور يثل يشير إلى أن تمويل السور كان من قبل:«قائدين لقافلتين ورجال القافلة، وأناس خرجوا في رحلة تجارة معهما إلى مصر وآشور ما وراء النهرين». يشير النقش أيضاً إلى حرب بين الفرس ومصر. وقد تم اقتراح تواريخ متباينة على نطاق واسع لهذه الحرب، ومناقشة ذلك لم تحسم بأي حال من الأحوال. ومع ذلك، بناءً على عدد من المعايير، يمكن أن يؤرخ النقش إلى النصف الأول من القرن الرابع قبل الميلاد تقريباً، مع تفضيل سنة 343 ق م.علاوة على ذلك، يشير النقش إلى غارة سبئية على قافلة معينية بين معين ورجمة (حالياً: نجران).
وفي عهد الملك العظيم "أبو يدع يثع"، قامت العشيرة المهمة "جبان" من قبيلة معين بتدعيم أسوار العاصمة قرناو وبناء ستة أبراج في السور.الجدير بالذكر هنا، أن الملك الحضرمي "شهر علهان بن يدع إيل" كان قد شارك في تشييد الباب الشرقي من سور المدينة الذي يعود تأسيسه إلى عهد الملك المعيني "اليفع ريام"، ويظهر ذلك من النقش الذي تركه ابن أخيه ملك حضرموت في ذكرى التقارب بين المملكتين في عهد "أبو يدع يثع".ومما يشهد على وجود صلة وثيقة بين مملكة معين وحضرموت في هذا الوقت، هو إشارة أحد نقوش مدينة يثل إلى وجود جالية معينية من عشيرة جبأن في شبوة عاصمة حضرموت. ولكن لم يتم العثور على نقوش معينية في شبوة حتى الآن.
التقارب والتحالف المعيني- الحضرمي الذي يعود إلى بداية القرن الرابع قبل الميلاد منذ عهد "اليفع ريام" و"ِشهر علهان". يظهر أن السبئيون لم يرضوا عنه، ويبدو أنهم اعتبروه تحدياً. وفي نفس الفترة تقريباً، هاجم الملك السبئي "يدع إيل بين بن يثع أمر وتر" مدن حضرموت، كما شن السبئيون في عهد هذا الملك - ويبدو من بعده - غارات متكررة على القوافل المعينية خلال النصف الأول من القرن الرابع قبل الميلاد.مع ذلك، يبدو أن العلاقات بين سبأ ومعين قد هدأت بعد الصراع المذكور، ويدعم ذلك نقش الملك المعيني "وقه إيل ريام بن أبو يدع"، الذي جاء فيه عبارة "آلهة معين وآلهة سبأ "، وذلك خلال النصف الثاني من القرن الرابع قبل الميلاد تقريباً.يبدو أن التحالف بين معين وسبأ استمر طوال القرن الثالث قبل الميلاد، كما يظهر من بعض النقوش التي تستدعي آلهة سبأ مع آلهة معين، وتشير إلى التحالف مع ملوك سبأ وقبيلة سبأ.

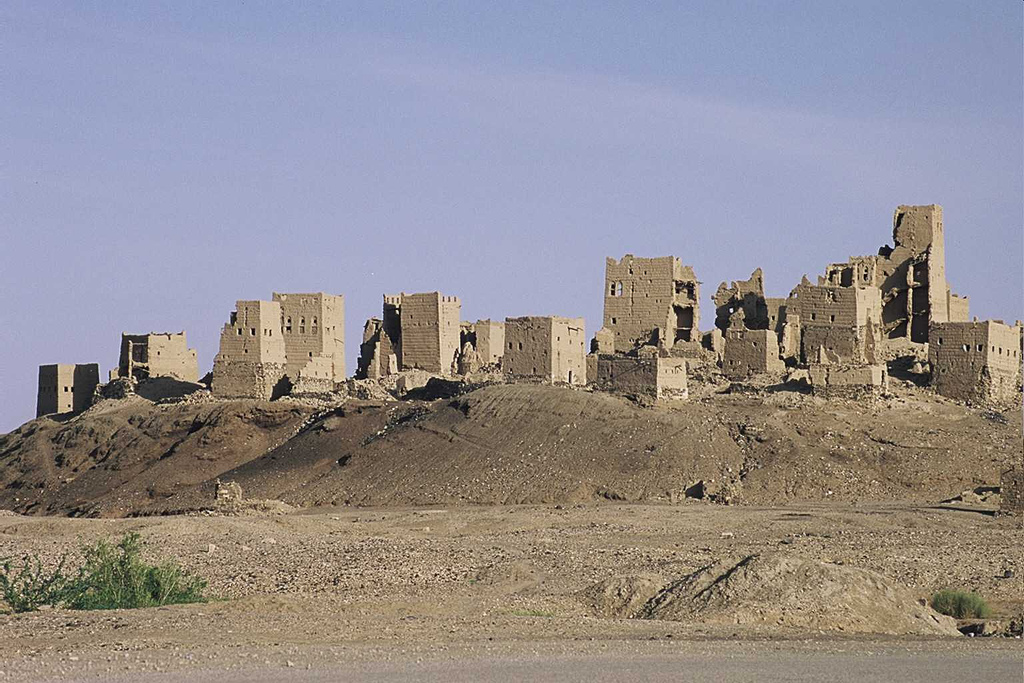
يثل (براقش)، المدينة التي كانت في البداية جزءًا من مملكة سبأ، ثم دخلت في حلف مع معين في نهاية القرن السادس قبل الميلاد تقريباً. وبحلول القرن الخامس قبل الميلاد اتحدت مع معين لتشكلا مملكة معين.

على الرغم من التقارب السبئي - المعيني خلال القرن الثالث قبل الميلاد، إلا أن المدن السبئية لم تفتح أبوابها للتجار المعينيون. وقد استبدل السبئيون معين بجاليات أجنبية من مدينة "جرهاء" منذ القرن الرابع قبل الميلاد.الجالية القادمة من شرق الجزيرة العربية، استقرت في المدن السبئية مأرب ونشق بنقوش مؤرخة بسنة 303 ق م و298 ق م. ولم يتغير إغلاق الأسواق السبئية، حتى بعد أن تحسنت العلاقات مع معين.الجدير بالذكر هنا، أن المعينيون خلال الفترة السلمية مع سبأ، تزوجوا من إتحاد سمعي التابع لسبأ،لكن النخبة القبلية السبئية لم تزوج المعينيون على الإطلاق، ولم يروا معين يوماً نداً وكفؤاً لهم، حتى بعد أن ساء الحال بهم.
الفترة ما بين القرن الثالث والثاني قبل الميلاد، هي الأكثر شهرة ومجداً وجاهً في تاريخ مملكة معين. في هذا الوقت، تضخمت تجارة القوافل المعينية مع المناطق الحيوية والتجارية (تمنع، الفاو، دادان)، وتدريجيًا استقرت جاليات معينية في تلك المدن المهمة، لتأمين عملية التبادل التجاري. كانت القوافل المعينية تخترق مدينة نجران وقرية طلو (حالياً: الفاو)، المدينتين المهمة في استراحة القوافل التجارية بين جنوب وشرق الجزيرة العربية. ومن نجران مر السبئيون منذ وقت مبكر، ولكن الآن يسطير على تجارة القوافل الجرهائيون والمعينيين، كما يظهر من الشواهد التي تركوها. وقد عقدت حكومة معين تحالفات تجارية مع سكان تلك المدن الأصليين: أمير وذاكر - وربما مهامر - من خلال دفع ضرائب المرور والزواج ودعم السوق بالبضائع.وعلى الرغم من تأمين مرور المعينيين بتلك المدن بالتحالفات، واستقرار بعضهم فيها، إلا أن النقوش المعينية في نجران والفاو لا تتجاوز بضع عشرة نقشاً، ودائماً ما كتبت بواسطة أفراد من قبيلة معين التي يعلنون فيها مرورهم بتلك المحطات أو إهداءات للإله، وغالباً ما تشير إلى دفع ضرائب لتلك المدن.ومن الملاحظ أن معظم النصوص في تلك المدن - خصوصاً نجران - كتبت بواسطة السكان الأصليين الذين كتبوا بالسبئية ولكن بلهجة مميزة تميل نوعًا ما إلى عربية عشية الإسلام.

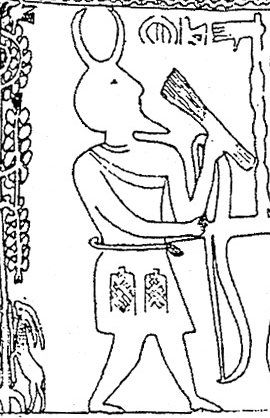
الإله ود: ظهر كرمز حامي للمسافرين عبر تجارة القوافل. وهو إله المودة والسلام المشترك لدى جميع قبائل جنوب الجزيرة العربية، عدا حضرموت التي لم تعبدهُ.

وفي أقصى الشمال الغربي من الجزيرة العربية كانت أرض دادان، حيث مر منها السبئيون والمعينيين إلى الشام منذ أواخر القرن الخامس - بداية الرابع قبل الميلاد تقريباً، وهم أهم شركاء معين التجاريين. من هنا تنطلق القوافل إلى مصر غربا وإلى غزة شمالاً ومن هناك تستمر بحراً إلى اليونان. وفي أواخر القرن الثالث قبل الميلاد، يبدو أن النخبة المعينية قررت أخيراً تأسيس محطة تجارية في أرض دادان للتسويق والتوزيع. نظام استقرار الجاليات في المدن المهمة عبر تجارة المسافات الطويلة كان قد عرفه الفينيقيون منذ القدم، واتخذه فيما بعد الجرهائيون والمعينيين أسلوباً. وفي بداية القرن الثاني قبل الميلاد، نرى "مساودة معين" في العاصمة قرناو، يصدرون مرسوماً مع الملك، ينظم شراء وحيازة الممتلكات المتعلقة بمعبد ود في دادان، حيث أنشأت معين حديثاً مركزًا تجاريًا ومعبداً لإله ود، حامي القوافل. وهذه هي أقدم شهادة مؤكدة على استقرار جالية من معين في دادان، ويرجع تأريخها إلى عهد "وقه إيل صدق بن اليفع".بحلول ذلك الوقت، استقرت جالية من النخبة المعينية في أرض دادان، وكان لهم أميراً يعرف بـ"كبير معين بدادن" يدير شؤونهم.منذ هذا الوقت فصاعداً، تظهر نصوص الجالية المعينية في دادان بشكل كثيف، ومنها نصوصاً مؤرخة بعهود أربعة ملوك، الأول والثاني "وقه إيل صدق بن اليفع وقه" و"أبو كرب يثع بن وقه إيل" ملوك معين خلال النصف الأول من القرن الثاني قبل الميلاد.والثالث "اليفع يشُر الأول" ملك معين خلال الربع الأخير من القرن الثاني قبل الميلاد تقريبًا.والرابع "وقه إيل نبط" ملك معين في بداية القرن الأول قبل الميلاد تقريبًا.وفي قوائم زواجات النخبة المعينية من الأجنبيات في قرناو، فإن الزيجات من نساء دادان يعد ثاني أكبر عدد بعد غزة، حيث تزوج تسعة رجال من أرض دادان، وتزوج رجلين من "لحيان" القبيلة والأسرة الحاكمة في دادان وقتذاك.كما أن هناك نقشاً من دادان يشير إلى زواج نساء معينيات من رجال قبيلة دادان.
يبدو أن مدينة نشان كانت تحت سلطة حكومة معين خلال القرن الثالث - الثاني قبل الميلاد تقريباً.وظلت كذلك حتى آخر شهادة لنفوذ معين على نشان في عهد "اليفع يشُر" ملك معين خلال النصف الثاني من القرن الثاني قبل الميلاد تقريباً.بحلول هذا الوقت، خسر المعينيون المدينة الغنية نشان أمام سبأ، ويبدو أن ذلك لم يكن سلمياً كما يفهم من نقش سبئي من مدينة نشان.الآن يستعيد السبئيون نشان من جديد، ويصف النشانيون أنفسهم أنهم أتباع ورعية ملوك سبأ (أدم ملك سبأ).

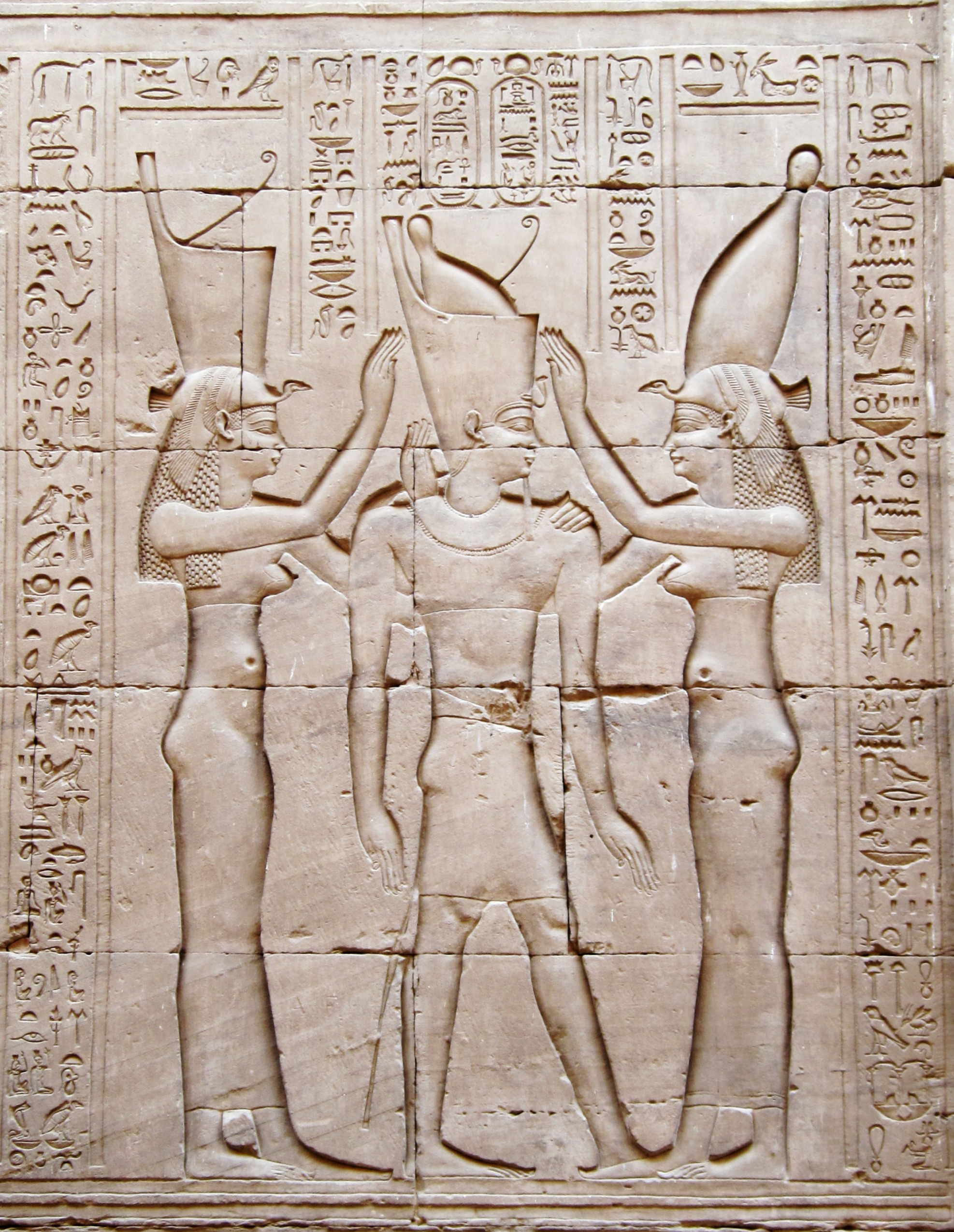
بطليموس الثامن بن بطليموس الخامس يتوج ملكاً على مصر من قبل نخبيت ووادجيت، في معبد حورس - إدفو.

النقوش المعينية التي وجدت خارج الجزيرة العربية تبين أن معين كانت نشطة بشكل كثيف في شرق البحر الأبيض المتوسط خلال الفترة الهلنستية. أحد النقوش حفر على تابوت خشبي وجد في مصر، غير بعيد عن القاهرة، يعود تاريخه إلى السنة الثانية والعشرين لبطليموس بن بطليموس، على الأرجح بطليموس الثامن،وعلى التابوت كُتب: «زيد إيل بن زيد ذي-ظيرن اشترى خلاصات المر وعُودُ الرِّيح إلى معابد آلهة مصر»، وهو مؤرخ بسنة 124 ق م.هناك نقش آخر من نفس الفترة تقريباً، وهو مذبح أسطواني ثنائي الخط مسند - يوناني، قدمه "هنا" و"زيد إيل" للإله ود وآلهة معين في ديلوس. وهو يشهد على وجود التجار المعينيين في ديلوس اليونانية، التي بعد ضمها إلى أثينا سنة 166 ق م، أصبحت ذا أهمية أساسية في التجارة الدولية منذ منتصف القرن الثاني قبل الميلاد فصاعداً. تم تأكيد وصول المعينيين إلى مصر والجزيرة اليونانية، من خلال قوائم زواج النخبة المعينية في قرناو، التي تشير إلى زواج (8) رجال من مصر،ورجل واحد تزوج من اليونان.
بفضل اتصالاتها التجارية، أصبح لدى معين اسم مشهور في عالم البحر الأبيض المتوسط، وهو ما أشار إليه مؤلفو العصور اليونانية الرومانية القديمة. وأقدم من أشار إلى المعينيين كان أمين مكتبة الأسكندرية "إراتوستينس" (194 ق م) بقوله:«المعينيين مدينتهم العظمى هي قرناو، وبلادهم شمال بلاد سبأ وشمال أرض قتبان، وأما حضرموت فتقع شرق بلاد معين».بينما قال ديودور الصقلي (القرن 1 ق.م):«إن رأس الجزيرة [؟] الممتد أمامها، يقع في اتجاه ما يسمى الصخرة: البتراء وفلسطين، ويقال إن الجرهايين والمعينيين يجلبون إلى هذا المكان من ما يسمى ببلاد العرب العليا البخور».وقال بلينيوس الأكبر (القرن 1م):«معين يخترق بلادهم الممر الوحيد للبخور عبر طريق واحد ضيق. وهم أول من مارس هذه التجارة ومازالوا يمارسونها أكثر من غيرهم حتى أن البخور يعرف بالمعيني نسبة إليهم».وقال سترابو: «تنتج قتبان اللبان، وتنتج حضرموت المر؛ وهذه وغيرها من العطورات تباع للتجار. هؤلاء التجار من معين، يصلون إلى أيلة في 70 يومًا. وأيلة هي مدينة تقع على الجانب الآخر من الخليج العربي، وهي المنطقة القريبة من غزة والتي تسمى إيلات، كما قلت من قبل. أما الجرهايين يصلون إلى حضرموت في 40 يومًا».

### الذروة والنهاية: القرن الأول ق.م - الأول الميلادي

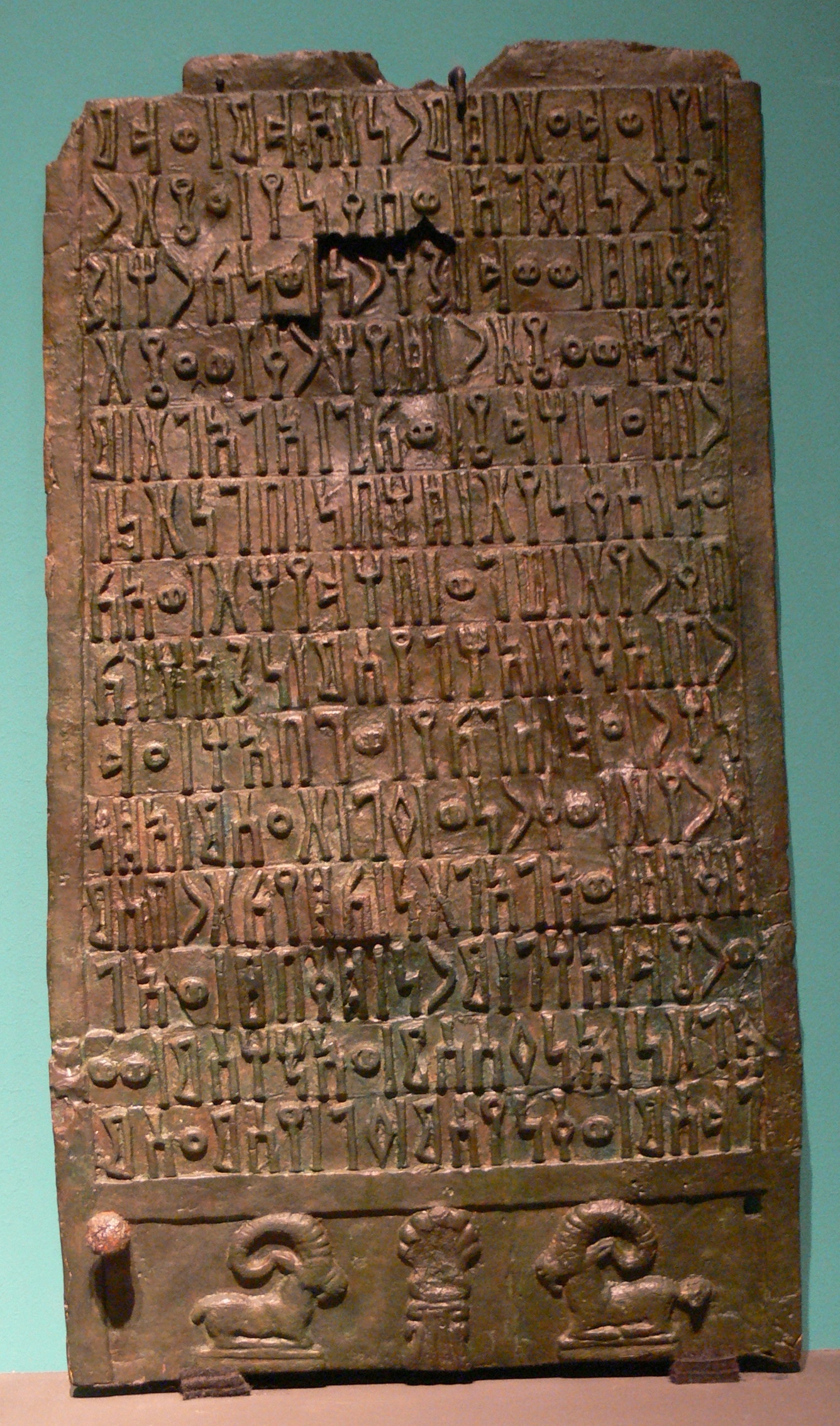
آخر نقش معيني معروف حتى الآن. كتب بواسطة أسرة "ذي مران" التي تجارة مع سلوقية. ويؤرخ في نهايات القرن الأول قبل الميلاد.

حافظت معين على علاقات وثيقة مع مملكة قتبان خلال القرن الأول قبل الميلاد. ومن النقوش المهمة تاريخيًا، نصاً من عاصمة قتبان يشير إلى قيام رئيس الجالية المعينية في تمنع - كبير معين بتمنع - بإنشاء مقبرة للمعينيين الذين يعيشون في عاصمة قتبان.وهو دليلاً إضافي لنصوص أخرى ربما ترجع العلاقة بين قتبان ومعين إلى القرن الثالث - الثاني قبل الميلاد.وفي الربع الثاني من القرن الأول قبل الميلاد، ساعد ملك معين "يثع إيل صدق" ملوك قتبان "يدع أب ذبيان يهنعم" وابنه "شهر هلال" في ضائقة مالية، وتم إقراضهم مالاً وفيراً. وبعد سنوات قليلة، نرى سيدة ثرية من الجالية المعينية في تمنع، تُقدم للإله تمثالاً لأسدين غاية في الروعة؛ ذُكر فيه أسماء "وقه إيل يثع" ملك معين و"شهر هلال وابنه هوف عم يهنعم" ملكي قتبان.
وفي بداية الربع الأخير من القرن الأول قبل الميلاد، تصلنا من مدينة يثل آخر وثيقة معينية تذكر ملك معيني. وهي تشير إلى تزامن الملك "وقه إيل يثع وابنه اليفع يشُر" مع الملك القتباني الشهير "شهر يجل يهرجب بن هوف عم يهنعم".المثير للأهتمام هنا، هو استدعاء الملكين معاً في يثل المدينة المعينية. ويظهر من النص أن الأسرة التي قدمته هي إحدى أُسر الجالية المعينية في تمنع حيث يحكم الملك القتباني، ويبدو أنهم موّلو ترميم جزء من سور يثل.واستناداً إلى نقش آخر من دادان تحدث صحابه عن أعمال إنشائية تتعلق بالري قام بها في قرناو من أجل الملك، وبذلك يبدو أن تلك الجاليات التجارية الغنية في تمنع أو دادان كانوا يتطوعون بتحمل تكاليف بعض المنشآت العامة في موطنهم الأم قرناو ويثل.
ومن النقوش المهمة سياسيا واقتصادياً، كتابة معينية من قرية الفاو، وهي لرجلين سقط اسمهما وبقى اسم والدهم ودعة، وهم من أسرة "ذي مران" الثرية من قبيلة معين والمعروفة جيداً في تجارة القوافل ومنهم جاليات في دادان وتمنع والفاو.النص يشير إلى عودتهم من بلاد النهرين ومدينة سلوقية غانمين بالأموال إلى قرية طلو (حالياً: قرية الفاو) وإلى قرناو، ويقدمون هذا النقش البرونزي في "معبد حدث" من أموال تجارتهم، شاكرين آلهة معين (نكرح وعثتر وود).أسلوب الكتابة يضع النقش حوالي 20 ق م على أبعد تقدير. وهو حتى الآن آخر نص باللهجة المعينية ويشير إلى قرناو ومعين، وكتبه أفراد من أحد الأسر المهمة من مملكة معين. وهو يدعم بقاء مملكة معين لمطلع الميلاد.
النقوش المعينية الموجودة في مواقع مختلفة، والتزامنات مع مملكة قتبان خلال القرن الأول قبل الميلاد، وفرت لنا نظرة ثاقبة للوضع السياسي والاقتصادي لمملكة معين في نهاية عصرها. في مطلع الميلاد، يبدو أن تاريخ المملكة قد انتهى. بحلول هذا الوقت، تنقطع النقوش المعينية من قرناو ويثل. لم يذكر اسم معين في سياق حملة أيليوس غالوس، الحملة الرومانية التي اتبعت الطريق الذي يربط بين نشق ويثل، والتي مرت بالضرورة بالقرب من قرناو. ولكن الحملة أيضاً لم تذكر سبأ، إنما ذكرت مأرب، وكذلك معين لم تذكر إنما ذكرت "يثل" المدينة المعينية. في أثناء الحملة الرومانية، يبدو أن مملكة معين كانت في حالة اضمحلال بالفعل، وغير قادرة على إعادة بناء الآثار المدمرة، كما تظهر الحفريات الإيطالية في يثل، والتي من شأنها أن تفسر انقطاع النقوش المعينية.ومن المؤكد أن مملكة سبأ تحت حكم "بني ذي ريدان" كانت قد سيطرت على الجوف كاملاً في مطلع الميلاد.

عملة الملك كرب إيل وتر يهنعم.

ذُكر اسم معين وقرناو لآخر مرة في نقش سبئي من وادي رغوان مؤرخ بعهد "كرب إيل وتر يهنعم الأول" ملك سبأ وذي ريدان في أواسط القرن الأول الميلادي.وبعد ثلاثة عقود، في عهد 
كرب إيل بين بن ذمار علي ذريح ملك سبأ وذو ريدان، غزا ملك حضرموت بجيشه الجوف، ونزل يثل من بلد معين سابقًا، وتوغل إلى هرم ونشان ونشق التي طرد منها إلى يثل، وما لبث أن هب له ملك سبأ، فانسحب من يثل. خلال هذه الأحداث، اسم معين كمملكة وقبيلة كان قد اختفى تماماً.ومع ذلك، يبدو أن هناك أسر من معين في الخارج قد صمدت إلى القرن الثاني الميلادي، كما يظهر من نقش سبئي من مدينة عمران في شمال اليمن حالياً، وهو آخر نص يذكر فرد من معين. هناك أيضاً نقش نبطي من أم الجمال غير مؤكد القراءة والتفسير، ورد فيه عبارة "آلهة معين"، وهو مؤرخ بالسنة السابعة من حكم هادريان أي العام 124م.إن صحت قراءة إينو ليتمان، فذلك دليل آخر على بقاء بعض الجاليات المعينية في أرض الأنباط التي يسطير عليها الرومان منذ 18 عاماً قبل هذا النص. الجدير بالذكر هنا، أن النقوش المعينية في أرض دادان تنقطع خلال القرن الأول قبل الميلاد تقريباً.